# 日本圖例
日本圖例，即日本的地圖使用的地圖符號。這些符號由国土地理院規定，平成年代主要增加了「電子基準点」（1997年），「博物館」、「圖書館」（2002年），「老人院」、「風車」（2006年），「自然災害傳承碑」（2019年）。考慮到外国遊客增加及2020年東京奧運，2016年另行規定了郵便局（郵政局）、交番（派出所）、神社、病院（醫院）、温泉、銀行等15項面向外国人的地圖符號。
除国土地理院的地圖符號外，民間地圖公司及出版社發行的地圖有時亦會自行定義一些地圖符號。
Unicode 5.2添加了ARIB外字，其中包含日本的地圖符號。但仍有眾多地圖符號未被加入Unicode。

## 国土地理院地圖符號
| 地圖符號               | 名称                   | 意義及由来 | Unicode | 實例                   |
| ---------------------- | ---------------------- | --- | ------- | ---------------------- |
| 市役所                 | 市役所                 | 代表市役所及特別区的区役所（政府）。 | U+2B57  | 市役所                 |
| 町村役場               | 町村役場               | 代表町村役場及行政区的区役所。 | U+2B58  | 町村役場               |
| 官公署                 | 官公署                 | 代表国家及地方的政府機構。 圖形取自漢字「公」的古字体。 | U+26E3  | 官公署                 |
| 裁判所                 | 裁判所                 | 代表高等裁判所、地方裁判所、家事法院及簡易裁判所。 最高裁判所不用符號，直接寫出名称。 圖形取自裁決内容告示牌。                                                                       | -       | 裁判所                 |
| 税務署                 | 稅務署                 | 代表稅務署。 圖形取自算盤的算珠。 | -       | 稅務署                 |
| 森林管理署             | 森林管理署             | 代表森林管理署（含支署及森林管理事務所）。 圖形取自漢字「木」。 | -       | 森林管理署             |
| 気象台                 | 氣象台                 | 代表氣象台及測候所。 圖形取自風速計。 | -       | 氣象台                 |
| 消防署                 | 消防署                 | 代表消防署（含消防員常駐之支所、出張所及分遣所）。 圖形取自滅火工具「刺又」（叉子）。                                                                                                | -       | 消防署                 |
| 保健所                 | 保健所                 | 代表保健所。 圖形取自「病院」符號並加以修改。 | -       | 保健所                 |
| 警察署                 | 警察署                 | 代表警察署。 警察廳、警視廳、道府縣警察本部、警察学校使用「官公署」符號。 圖形取自交叉的警棒（六尺棒），為與「交番」符號區分，用○圈起來。                                            | U+2B59  | 警察署                 |
| 交番                   | 交番                   | 代表交番、派出所及駐在所。 圖形取自交叉的警棒（六尺棒）。 | U+2613  | 交番                   |
| 郵便局                 | 郵便局                 | 代表普通郵便局、特定郵便局、簡易郵便局（含分室及常設出張所）。 圖形取自遞信省（／）的「」並用○圈起來。                                                                               | U+3036  | 郵便局                 |
| 小中学校               | 小中学校               | 代表小学校及中学校。 圖形取自漢字「文」。 | -       | 小中学校               |
| 高等学校               | 高等学校               | 代表高等学校（高級中學）。 圖形取自漢字「文」，為與「小中学校」符號區分，用○圈起來。                                                                                                 | U+3246  | 高等学校               |
| 大学                   | 大学                   | 代表大学。 圖形取自漢字「文」，以文字区別。 | -       | 大学                   |
| 短期大学               | 短期大学               | 代表短期大学。 圖形取自漢字「文」，以文字区別。 | -       | 短期大学               |
| 高等専門学校           | 高等專門学校           | 代表高等專門学校。 圖形取自漢字「文」，以文字区別。 | -       | 高等專門学校           |
| 病院                   | 病院                   | 代表官方機構（国、都道府縣、市区町村）及医療法人等開設的病院（醫院）。 不含個人病院、医院（個人的小規模診所）及診療所。 圖形取自旧日本陸軍衛生隊印記。                               | U+26E8  | 病院                   |
| 神社                   | 神社                   | 代表神社。 不含神道教会及神道教團建築物。 圖形取自鳥居。 | U+26E9  | 神社                   |
| 寺院                   | 寺院                   | 代表寺院。 符號使用「卍」（萬字）。 | U+0FD6  | 寺院                   |
| 博物館                 | 博物館                 | 代表博物館法上博物館（含美術館、歷史館）。 水族館、動物園、植物園不用符號，而是寫出名称。 圖形取自博物館、美術館等建築物。                                                           | -       | 博物館                 |
| 図書館                 | 圖書館                 | 代表公立圖書館。 圖形取自打開的書本。 | -       | 圖書館                 |
| 自衛隊                 | 自衛隊                 | 代表依自衛隊法設立的機關（陸上自衛隊的方面總監部、師團司令部、海上自衛隊的地方總監部、航空自衛隊的航空總隊、航空方面隊）。 防衛省、防衛大学校等使用「官公署」等符號。 圖形取自旗幟。 | U+26FF  | 自衛隊                 |
| 工場                   | 工場                   | 代表工廠。 圖形取自機械的齒輪。 | U+26ED  | 工場                   |
| 発電所等               | 發電所等               | 代表發電所及變電所。 圖形取自發電機的齒輪與電路。 | U+26EE  | 發電所等               |
| 老人院                 | 老人院                 | 代表老人福祉法上老人福祉設施中的養護老人院、特別養護老人院及輕費老人院。 圖形取自建築物及拐杖。                                                                                      | -       | 老人院                 |
| 三角点                 | 三角点                 | 代表有三角点的地方。 圖形取自三角測量時使用的三角網的一部分。 | -       | 三角点                 |
| 水準点                 | 水準点                 | 代表有水準点的地方。 圖形取自水準点標石的俯視圖。 | -       | 水準点                 |
| 電子基準点             | 電子基準点             | 代表有電子基準点的地方。 結合「三角点」符號與「電波塔」符號。 | -       | 電子基準点             |
| 高塔                   | 高塔                   | 代表五重塔、展望台、輸電鐵塔、望火樓、水塔等高聳的人工構造。 圖形取自4脚塔的俯視圖。                                                                                                 | -       | 高塔                   |
| 記念碑                 | 記念碑                 | 代表紀念碑（含石雕及銅像）。 圖形取自石碑形狀及陰影。 | -       | 記念碑                 |
| 自然災害伝承碑         | 自然災害傳承碑         | 代表記錄過去發生的海嘯、洪水、火山災害、泥石流等自然災害資訊的石碑及紀念物。 圖形取自石碑形狀、陰影及刻有的文字。                                                                    | -       | 自然災害傳承碑         |
| 煙突                   | 煙突                   | 代表煙囪。 圖形取自煙囪形狀、陰影及升起的煙。 | -       | 煙突                   |
| 電波塔                 | 電波塔                 | 代表電視、電台、無線通訊等的電波塔。 圖形取自天線及電波（波浪形狀）。 | -       | 電波塔                 |
| 油井・ガス井           | 油井、氣井             | 代表開採中的油氣井。 圖形取自井口的俯視圖。 | -       | 油井、氣井             |
| 灯台                   | 灯台                   | 代表灯塔（含灯標及航空灯塔）。 圖形取自灯塔的俯視圖及向四面八方發射的燈光。 | U+26EF  | 灯台                   |
| 坑口                   | 坑口                   | 代表人工礦坑、道路、鐵道、水路等的地下部分的入口，或自然形成的洞穴的入口。 圖形取自隧道出入口。                                                                                      | -       | 坑口                   |
| 風車                   | 風車                   | 代表發電用風車。 圖形取自用於風力發電的風車。 | -       | 風車                   |
| 城跡                   | 城跡                   | 代表以前為城，現在仍然留有天守閣、櫓、石垣等的地方。 圖形取自築城時的繩張（城的設計）。                                                                                              | U+26EB  | 城跡                   |
| 史跡・名勝・天然記念物 | 史跡、名勝、天然記念物 | 代表文化財保護法上的史跡、名勝、天然記念物（自然紀念物）。 | U+26EC  | 史跡、名勝、天然記念物 |
| 噴火口・噴気口         | 噴火口、噴氣口         | 代表火山口等噴火、噴氣的地方，或預計休止数年後會噴火、噴氣的地方。 圖形取自火山口及火山口噴出的煙霧。                                                                                | -       | 噴火口、噴氣口         |
| 温泉                   | 温泉                   | 代表温泉法上的温泉及礦泉。 圖形取自泉水湧出的溫泉池及熱氣。 | U+2668  | 温泉                   |
| 採鉱地                 | 採礦地                 | 代表採掘礦物的地方。 圖形取自交叉的十字鎬。 | -       | 採礦地                 |
| 採石地                 | 採石地                 | 代表採掘石材的地方。 圖形取自採石場景觀及懸崖形狀。 | -       | 採石地                 |
| 重要港                 | 重要港                 | 代表港湾法上的重要港湾。 圖形取自船錨，以空心圓及横線数量区別。 | -       | 重要港                 |
| 地方港                 | 地方港                 | 代表港湾法上的地方港湾、避難港（天候不好時供小型船舶避難的港湾）及56条港湾（經都道府縣知事公告水域的港湾）。 圖形取自船錨，以空心圓及横線数量区別。                                  | U+2693  | 地方港                 |
| 漁港                   | 漁港                   | 代表漁港法上的漁港（第1種漁港除外）。 圖形取自船錨。 | -       | 漁港                   |
| 田                     | 田                     | 代表栽培水稻、蓮、燈心草、山葵、水芹菜等的水田。 圖形取自稻子收割後留下的稻茬。 | -       | 田                     |
| 畑                     | 畑                     | 代表栽培旱稻、蔬菜、草地、菠蘿、牧草等的土地（旱田）。 圖形取自植物的兩片子葉。 | -       | 畑                     |
| 果樹園                 | 果樹園                 | 代表栽培蘋果、蜜柑、沙梨、桃、日本栗、葡萄等的土地。 圖形取自蘋果、沙梨等果實。 | -       | 果樹園                 |
| 桑畑                   | 桑畑                   | 代表栽培桑的土地。 圖形取自桑樹。 | -       | 桑畑                   |
| 茶畑                   | 茶畑                   | 代表栽培茶的土地。 圖形取自茶樹果實的断面。 | -       | 茶畑                   |
| その他の樹木畑         | 其他樹木畑             | 代表栽培毛泡桐、野漆、雜交構樹、庭園樹木、樹苗等的土地。 圖形取自樹木種植地的俯視圖。                                                                                                | -       | 其他樹木畑             |
| 広葉樹林               | 廣葉樹林               | 代表闊葉樹連續生長的地方。 圖形取自闊葉樹。 | -       | 廣葉樹林               |
| 針葉樹林               | 針葉樹林               | 代表松木及日本柳杉等針葉樹連續生長的地方。 圖形取自針葉樹。 | -       | 針葉樹林               |
| ハイマツ地             | 偃松地                 | 代表高山上樹高較低的偃松等連續生長的地方。 圖形取自偃松。 | -       | 偃松地                 |
| 竹林                   | 竹林                   | 代表竹族連續生長的地方。 圖形取自生長的竹子及陰影。 | -       | 竹林                   |
| 笹地                   | 笹地                   | 代表笹（小竹）或川竹連續生長的地方。 與「竹林」符號相似，但沒有陰影。 | -       | 笹地                   |
| ヤシ科樹林             | 棕櫚科樹林             | 代表棕櫚科植物（加拿利海棗、棕櫚屬、椰棗等）、大型蕨類植物（桫欏）、大型熱帶植物（小笠原露兜樹、細葉榕等）連續生長的地方。 圖形取自棕櫚樹。                                          | -       | 棕櫚科樹林             |
| 荒地                   | 荒地                   | 代表未使用的荒地，生有雜草的土地，或湿地、沼地等地方的水生植物散見處。 圖形取自生長的雜草。                                                                                          | -       | 荒地                   |
| 墓地                   | 墓地                   | 代表墓地。 圖形取自墳墓。 | U+26FC  | 墓地                   |
| 渡船（フェリー）       | 渡船（渡輪）           | 代表於河川、湖、海定期運送人及車輛的船隻中，可整車運送人及貨物的連絡船的碼頭。 圖形取自船隻俯視圖，以横線與「其他旅客船」符號区分。                                                  | -       | 渡船（渡輪）           |
| 渡船（その他の旅客船） | 渡船（其他旅客船）     | 代表於河川、湖、海定期運送人及車輛的船隻中，不運送汽車等的渡船等碼頭。 圖形取自船隻俯視圖。                                                                                          | -       | 渡船（其他旅客船）     |
| 都道府県庁             | 都道府縣廳             | 代表都道府縣廳。 用於1：20万地勢圖等。 | U+2B56  | 都道府縣廳             |
| 銀行                   | 銀行                   | 代表銀行。 用於1：1万地形圖。 圖形取自兌換商人曾用於秤的分銅。 | U+26FB  | 銀行                   |
| 飛行場                 | 飛行場                 | 代表飛行場。 用於1：20万地勢圖等。 圖形取自飛機的俯視圖。 | U+2708  | 飛行場                 |
| 古戦場                 | 古戰場                 | 代表古代戰場。 昭和35年（1960年）圖式起不再使用。 圖形取自交叉的日本刀。 | U+2694  | 古戰場                 |

## 其他地圖符號
| 地圖符號   | 名称 | 意義及由来           | Unicode | 實例 |
| ---------- | ---- | -------------------- | ------- | ---- |
| 教会       | 教会 | 圖形取自教会建築物。 | U+26EA  | 教会 |
| 画像募集中 | 山   | 以三角形代表山頂。   | U+26F0  | 山   |

## 外部連結
- 国土地理院 地圖符號一覽 （页面存档备份，存于）